# Favourite Worst Nightmare
Favourite Worst Nightmare — другий студійний альбом англійського гурту Arctic Monkeys, представлений 23 квітня 2007 року під лейблом Domino Records. Протягом першого тижня після релізу було продано понад 227 000 копій, що дозволило йому одразу ж піднятися на перше місце в британському чарті. «Brianstorm» та «Fluorescent Adolescent» також стали хітами у чарті синглів Великої Британії, при чому перший досяг другого місця в чарті. В Сполучених Штатах альбом дебютував на сьомому місці чарту Billboard 200, а кількість проданих копій альбому становила близько 44 000 копій у перший тиждень. 
Платівка була номінована на премію Mercury Prize у 2007 році та отримала нагороду як «Найкращий британський альбом» на церемонії вручення нагород BRIT у 2008 році.

## Список пісень
| #   | Назва                       | Тривалість |
| --- | --------------------------- | ---------- |
| 1.  | «Brianstorm»                | 2:50       |
| 2.  | «Teddy Picker»              | 2:43       |
| 3.  | «D Is for Dangerous»        | 2:16       |
| 4.  | «Balaclava»                 | 2:49       |
| 5.  | «Fluorescent Adolescent»    | 2:57       |
| 6.  | «Only Ones Who Know»        | 3:02       |
| 7.  | «Do Me a Favour»            | 3:27       |
| 8.  | «This House Is a Circus»    | 3:09       |
| 9.  | «If You Were There, Beware» | 4:34       |
| 10. | «The Bad Thing»             | 2:23       |
| 11. | «Old Yellow Bricks»         | 3:11       |
| 12. | «505»                       | 4:13       |

| Додаткові пісня японського видання | Додаткові пісня японського видання | Додаткові пісня японського видання |
| #                                  | Назва                              | Тривалість                         |
| ---------------------------------- | ---------------------------------- | ---------------------------------- |
| 11.                                | «Da Frame 2R»                      | 2:20                               |
| 12.                                | «Matador»                          | 4:57                               |

## Сингли
- «Brianstorm» (2 Квітня 2007)
- «Fluorescent Adolescent» (4 Червня 2007)
- «Teddy Picker» (3 Грудня 2007)

## Учасники запису
- Алекс Тернер — вокал, гітара, орган в пісні «505»
- Джеймі Кук — електро-гітара
- Нік О'Меллі — бас-гітара, бек-вокал
- Мет Хелдерс — барабани, бек-вокал, основний вокал в пісні «D Is for Dangerous»

### Запрошені музиканти
- Джеймс Форд — електро-гітара в пісні «Only Ones Who Know»
- Майлз Кейн — електро-гітара в пісні «505»

## Чарти
| Чарт (2007)                                          | Найвища позиція |
| ---------------------------------------------------- | --------------- |
| Австралія Australian Albums (ARIA)                   | 2               |
| Австрія Austrian Albums (Ö3 Austria)                 | 6               |
| Бельгія Belgian Albums (Ultratop Flanders)           | 3               |
| Бельгія Belgian Albums (Ultratop Wallonia)           | 9               |
| Канада Canadian Albums (Billboard)                   | 4               |
| Данія Danish Albums (Hitlisten)                      | 1               |
| Нідерланди Dutch Albums (MegaCharts)                 | 1               |
| Фінляндія Finnish Albums (Suomen virallinen lista)   | 14              |
| Франція French Albums (SNEP)                         | 6               |
| Німеччина German Albums (Offizielle Top 100)         | 2               |
| Ірландія Irish Albums (IRMA)                         | 1               |
| Італія Italian Albums (FIMI)                         | 14              |
| Japanese Albums (Oricon)                             | 4               |
| Mexican Albums (Top 100 Mexico)                      | 43              |
| Нова Зеландія New Zealand Albums (Recorded Music NZ) | 4               |
| Норвегія Norwegian Albums (VG-lista)                 | 2               |
| Польща Polish Albums (ZPAV)                          | 48              |
| Шотландія Scottish Albums (OCC)                      | 1               |
| Іспанія Spanish Albums (PROMUSICAE)                  | 20              |
| Швеція Swedish Albums (Sverigetopplistan)            | 17              |
| Швейцарія Swiss Albums (Schweizer Hitparade)         | 6               |
| Велика Британія UK Albums (OCC)                      | 1               |
| США Billboard 200                                    | 7               |
| США Top Rock Albums (Billboard)                      | 3               |
| European Top 100 Albums                              | 3               |

| Чарт (2007)                        | Позиція |
| ---------------------------------- | ------- |
| Belgian Albums (Ultratop Flanders) | 36      |
| Belgian Albums (Ultratop Wallonia) | 100     |
| Dutch Albums (Album Top 100)       | 56      |
| French Albums (SNEP)               | 117     |
| Japanese Albums (Oricon)           | 96      |
| UK Albums (OCC)                    | 8       |

| Чарт (2022)                        | Позиція |
| ---------------------------------- | ------- |
| Belgian Albums (Ultratop Flanders) | 158     |
| Lithuanian Albums (AGATA)          | 26      |
| UK Albums (OCC)                    | 91      |

| Чарт (2010–2019)      | Позиція |
| --------------------- | ------- |
| UK Vinyl Albums (OCC) | 66      |

## Сертифікації
| Регіон | Сертифікація  | Продажі   |
| --- | ------------- | --------- |
| Австралія (ARIA)                                                                                                 | Золотий       | 35 000^   |
| Італія (FIMI) sales since 2009                                                                                   | Золотий       | 25 000    |
| Велика Британія (BPI)                                                                                            | 4× Платиновий | 1 200 000 |
| ^відвантаження, що базуються лише на сертифікаціях · продажі+прослуховування, що базуються лише на сертифікаціях |               |           |